# بيل تومسون (لاعب هوكي الجليد)
بيل تومسون هو لاعب هوكي الجليد كندي، ولد في 23 مارس 1914 في ترون ‏ في المملكة المتحدة، وتوفي في 6 أغسطس 1993.

## وصلات خارجية
- بيل تومسون على موقع دوري الهوكي الوطني (الإنجليزية)
- بيل تومسون على موقع EliteProspects.com (الإنجليزية)
- بيل تومسون على موقع HockeyDB.com (الإنجليزية)
- بيل تومسون على موقع Hockey-Reference.com (الإنجليزية)
- بيل تومسون على موقع أوليمبيديا (الإنجليزية)